# Baude Fastoul
Baude Fastoul (Arras, ... – ...; fl. XIII secolo) è stato un troviero piccardo del XIII secolo.
Probabilmente nel 1272, circa settant'anni dopo Jean Bodel, scrisse un poemetto, il Congé, composto da 696 versi, in cui saluta i suoi compatrioti e benefattori, prima di morire in un lebbrosario ad Arras.